# Großzeremonienmeister von Frankreich
Der Grand Maître des Cérémonies de France (Großzeremonienmeister von Frankreich) war im Ancien Régime und zur Zeit der Restauration eines der Großämter des Haushalts des Königs von Frankreich; die mit dem Amt verbundene Aufgabe bestand in der Organisation aller öffentlichen Zeremonien der französischen Krone.

## Die Aufgabe
Der Grand Maître des Cérémonies befasste sich mit den Staatszeremonien („Cérémonials d’État“, Ralph E. Giesey), nicht aber mit der Etikette („Étiquette de la cour royale“), das heißt mit der öffentlichen, nicht aber mit der privaten Seite des Monarchen. In seine Kompetenz fielen somit vor allem: Geburten, Taufen, Hochzeiten und Beerdigungen innerhalb der königlichen Familie, die Akkreditierung der Botschafter, die königlichen Feste, die königlichen Entrées, die Krönungen, das Lit de justice, die Generalstände und Versammlungen der Notabeln.
Der Grand Maître des Cérémonies
- organisierte die Logistik der Zeremonien (z. B. Arbeitskräfte und Material)
- übermittelte die Willensäußerungen des Königs in Richtung Parlament, Adel und der ausländischen Regierungen.
- begleitete den König und die Königin, aber auch ausländische Monarchen auf Reisen, um die geplanten Zeremonien zu gestalten.
- dokumentierte die durchgeführten Zeremonien in seinen Akten hinsichtlich rechtlicher Aspekte, aber auch hinsichtlich zukünftiger Veranstaltungen.
- beriet die Höflinge über ihre Rolle bei den Zeremonien und überwachte den korrekten Ablauf.

## Das Amt
Das Amt wurde von König Heinrich III. mit Ordonnanz vom 1. Januar 1585 geschaffen, wobei er es vom Amt des Großmeisters von Frankreich trennte und diese in gleichem Umfang entlastete. Aus diesem Grund legte der Großzeremonienmeister auch seinen Amtseid gegenüber dem Großmeister ab. 1792 wurde das Amt mit der Abschaffung der Monarchie aufgelöst, mit der Wiedereinführung des Königtums dann aber wieder eingerichtet.
Bei der Ausübung des Amtes führte der Großmeister einen mit schwarzem Samt bezogenen Stab bei sich, an dessen Ende sich ein Knauf aus Elfenbein befand. Er wurde von einem „Maître des cérémonies“ und einem „Aide des cérémonies“ unterstützt.

## Amtsinhaber
Das Amt des Grand Maître de Cérémonies de France befand sich von 1585 bis 1684 in den Händen der Familie Pot, nachdem der erste Großmeister, Guillaume Pot de Rhodes das Vorläuferamt des Zeremonienmeisters (Maître de Cérémonies) bereits von seinem Vater übernommen hatte. Mangels Nachkommen mussten die Pot das Amt schließlich abgeben. Es gelangte Anfang des 18. Jahrhunderts an die Familie der Marquis de Dreux, die es dann bis zu seines Abschaffung mit Unterbrechung durch die Französische Revolution innehatte.
Königreich
- 1585–1603 Guillaume Pot de Rhodes
- 1603–1616 Guillaume II. Pot de Rhodes
- 1616–1622 François Pot de Rhodes
- 1622–1642 Claude Pot de Rhodes
- 1642–1666 Henri de Rhodes
- 1666–1684 Charles, Marquis de Rhodes
- 1684–1701 Jules Marquis de Blainville
- 1701–1749 Thomas II., Marquis de Dreux
- 1749–1755 Michel, Marquis de Brézé
- 1755–1781 Joachim, Marquis de Dreux
- 1781–1792 Henri-Évrard, Marquis de Dreux-Brézé

Restauration
- 1814–1829 Henri-Évrard de Dreux, Marquis de Dreux-Brézé (1766–1829)
- 1829–1830 Scipion de Dreux-Brézé (1793–1845)

Auch während der Zeiten des französischen Kaiserreiches (Erstes Kaiserreich unter Napoleon Bonaparte und  Zweites Kaiserreich unter Napoleon III.) gab es das Amt des Grand Maître de Cérémonies:
Empire
- 1804–1814 und 1815 (Cent-Jours) Louis-Philippe de Ségur, Comte de Ségur (1753–1830)

Zweites Empire
- 1852–1870 Marie Jean Pierre Hubert de Cambacérès, Baron puis Duc de Cambacérès (1798–1881)